# Powiat Hajdúhadház
Powiat Hajdúhadház (węg. Hajdúhadházi járás) – jeden z dziewięciu powiatów komitatu Hajdú-Bihar na Węgrzech. Siedzibą władz jest miasto Hajdúhadház.

## Miejscowości powiatu Hajdúhadház
- Bocskaikert
- Fülöp
- Hajdúhadház
- Hajdúsámson
- Nyírábrány
- Nyíracsád
- Nyíradony
- Nyírmártonfalva
- Téglás
- Újléta
- Vámospércs